# Juan Carlos Corazzo
Juan Carlos Corazzo (ur. 14 grudnia 1907, zm. 12 stycznia 1986) – piłkarz urugwajski o przydomku Niño, środkowy pomocnik. Później trener. Dziadek Diego Forlána.

## Kariera piłkarska
Corazzo urodził się w Montevideo, w dzielnicy Barrio Reus. Już w 1920 roku zaczął grać w piłkę w miejscowym klubiku o nazwie Democracia – ponieważ tak wcześnie zaczął uprawiać futbol, zyskał sobie przydomek Niño, czyli dziecko. Po krótkiej grze w Wanderers w 1925 przeszedł do klubu Sud América, w którym występował do 1931 roku.
Grał w reprezentacji Urugwaju – był w kadrze zarówno przed Igrzyskami w 1928 jak i przed mistrzostwami w 1930.
W 1931 przeniósł się do Argentyny, gdzie początkowo niezbyt udanie grał w Racingu. W końcu w 1932 przeszedł do CA Independiente, szybko stając się podstawowym graczem klubu. W Independiente przebywał do 1937 i rozegrał w jego barwach blisko 200 meczów ligowych.

## Kariera trenerska
Po powrocie z Argentyny do Urugwaju Corazzo przeszedł kursy trenerskie i został trenerem klubu Defensor.
Odniósł znaczące sukcesy jako trener reprezentacji Urugwaju, którą po raz pierwszy prowadził podczas Copa América 1955, jednak bez powodzenia, gdyż Urugwaj zajął dopiero 4. miejsce – za Argentyną, Chile i Peru. Ponownie objął pieczę nad drużyną narodową po kompromitującym występie w Copa América 1959. Jeszcze w tym samym roku rozegrany został w Ekwadorze kolejny turniej Copa América. Tym razem Urugwaj prowadzony przez nowego trenera grał znakomicie i zdobył mistrzostwo Ameryki Południowej.
Stał na czele reprezentacji podczas finałów mistrzostw świata w 1962 roku, gdzie jednak Urugwaj odpadł już w fazie grupowej.
Kolejny raz przejął pieczę nad reprezentacją Urugwaju po mistrzostwach świata w 1966 roku. Znakomicie przygotował drużynę na turniej Copa América 1967, który wygrał zdobywając po raz drugi tytuł mistrza Ameryki Południowej.